# Crassula viridis
Crassula viridis là một loài thực vật có hoa trong họ Crassulaceae. Loài này được (S.Watson) M.Bywater & Wickens miêu tả khoa học đầu tiên năm 1984.